# Gaetano Postiglione
Gaetano Postiglione (Foggia, 20 ottobre 1892 – Roma, 25 dicembre 1935) è stato un ingegnere, sindacalista e politico italiano.

## Biografia
Nacque a Foggia il 20 ottobre 1892 da Michele, direttore della sede di Avellino del Banco di Napoli, e da Maria Rosa Stella, terzo figlio dopo Luisa e Ada.
Dopo la morte del padre la famiglia si trasferì a Milano. Appena diciassettenne partì volontario per partecipare alla rivolta albanese contro l'impero ottomano. In seguito, partecipò alla prima guerra mondiale come tenente dell'aeronautica, guadagnandosi una medaglia di bronzo al Valor Militare. Dopo la guerra si laureò in ingegneria presso il Politecnico di Milano. Il 23 marzo 1919 partecipò alla fondazione dei Fasci di combattimento nella riunione milanese di piazza San Sepolcro, fu uno dei sansepolcristi facenti parte della Massoneria, e iniziò a distinguersi come comandante di squadre di azione e componente del direttorio del Fascio milanese. Il 13 aprile 1921 fondò a Milano il Sindacato italiano cooperative di produzione e di consumo, divenendone presidente del Consiglio di amministrazione. Partecipò alla Marcia su Roma, essendone stato nominato da Mussolini soprintendente dei servizi logistici. Entrò a far parte del direttorio delle Corporazioni fasciste e, nel 1923, del Gran consiglio del fascismo. 
Nel 1923 Postiglione tornò a Foggia divenendone uno dei principali esponenti fascisti, contrapposto alla corrente di Peppino Caradonna. Nel marzo del 1923 divenne commissario straordinario e, poi, presidente dell’Acquedotto Pugliese che modellò come ente pubblico, modernizzandolo e contribuendo in maniera decisiva allo sviluppo agricolo della Capitanata grazie alla realizzazione di imponenti opere di bonifica ed irrigazione. Nel 1924 fu eletto deputato e nel 1932 fu nominato sottosegretario alle Comunicazioni, cariche che manterrà fino alla morte, avvenuta improvvisamente nel 1935 a causa di una polmonite, all'età di soli 43 anni.

## Curiosità
A tutt'oggi gli sono dedicate due importanti vie, a Foggia ed a Bari.